# Ålands energimyndighet
Ålands energimyndighet är en myndighet under Ålands landskapsregering i Åland. Myndigheten grundades för tillsyn och övervakning av elmarknad, energifrågor samt utsläppshandel. Myndigheten ska inom sitt verksamhetsområde främja målen för landskapets energipolitik, följa energifrågornas utveckling, ta initiativ till utveckling av lagstiftningen samt ge utlåtanden och bistå Ålands landskapsregering i beredningen av ärenden.
Landskapslagen (2015:103) reglementerar Ålands energimyndighets verksamhet.